# 小行星2705
小行星2705（2705 Wu）是一颗围绕太阳公转的小行星。1980年10月9日，卡羅琳·舒梅克在帕洛马山发现了此天体。
該小行星以美國地質調查局的攝影測量師謝爾曼·S·C·吳（Sherman S. C. Wu）命名。
这颗小行星的绝对星等为13.4等。